# Thandwe
Thandwe è una città dello Stato di Rakhine, nella parte occidentale della Birmania.
Chiamata anche Sandoway dagli inglesi, è la città con il porto più importante nel sud della Birmania. La città può essere considerata un distretto. Thandwe è molto antica, e si dice che un tempo sia stata la capitale dello Stato di Rakhine, che allora si chiamava Arakan. Il distretto ha una superficie di 3 784 km². La zona è prevalentemente montuosa; alcune montagne possono anche raggiungere la costa. I ruscelli non distano molto dalla costa.
Tranne pochi ettari dedicati ai campi di tabacco, prevalgono le coltivazioni di riso.

## Ngapali Beach

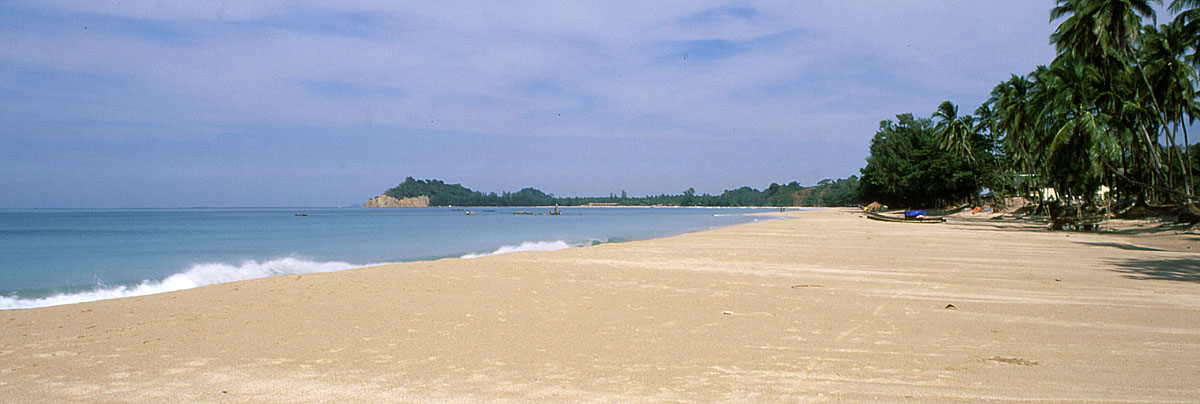
Ngapali beach

Ngapali Beach è una spiaggia situata a 7 km da Thandwe. La spiaggia si estende per 3 km e si affaccia sull'Oceano Indiano. Il nome "Ngapali", non ha alcun significato in birmano ma deriva dal nome della città di Napoli. Ngapali Beach è stata promossa come un'importante destinazione turistica per tutta la Birmania; infatti, lungo la fascia costiera sorgono molti alberghi, resort e campi da golf. La spiaggia è collegata all'aeroporto di Thandwe (ex aeroporto di Sandoway).